# Selecció de futbol de les Illes Fèroe

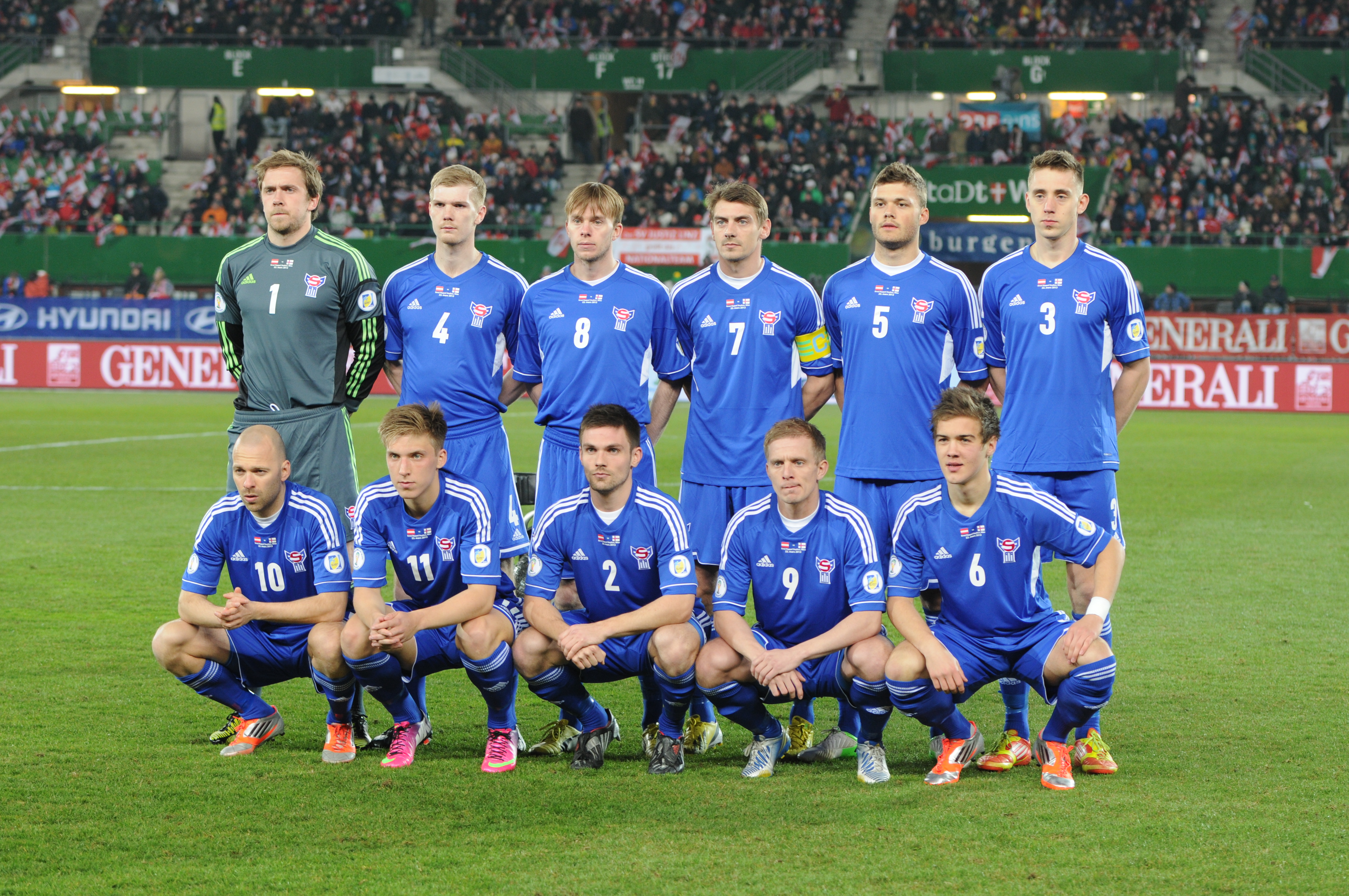
Alineació del partit contra Àustria del 22 de març de 2013

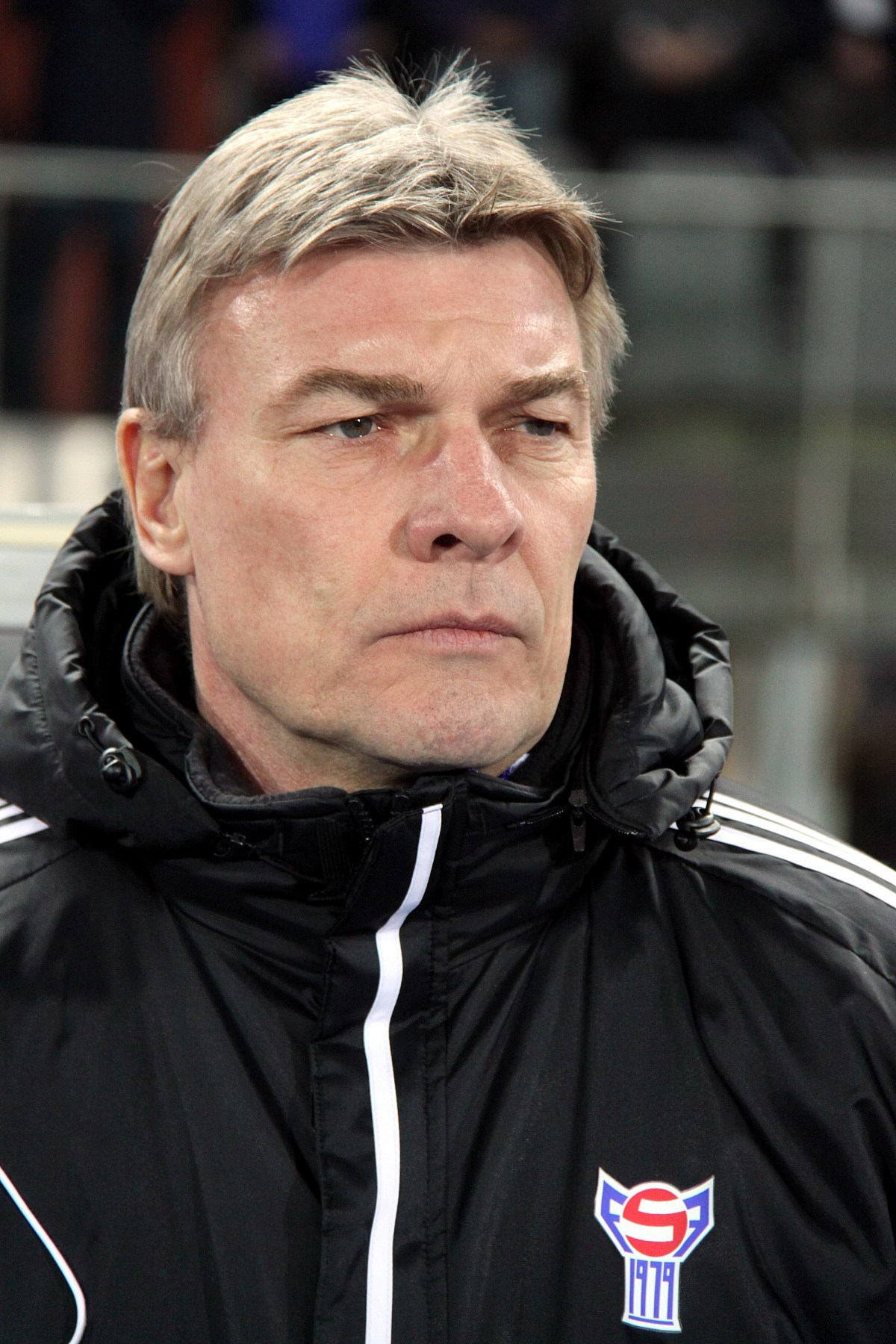
Teamchef Lars Olsen

La Selecció de futbol de les illes Fèroe (feroès: Føroyska fótbóltsmanslandsliðið; danès: Færøernes fodboldlandshold) és l'equip representatiu de les illes Fèroe en les competicions oficials. La seva organització es troba a càrrec de la Federació de Futbol de les Illes Fèroe, pertanyent a la UEFA.

## Història
Tot i que havia jugat diversos partits des del 1930, no va ser fins al 1985 quan va ser reconeguda per la FIFA i la UEFA, moment en què va començar a disputar partits oficials.
És un equip força dèbil, futbolísticament parlant, però els últims anys, aprofitant que bona part dels seus jugadors participen en les lligues danesa o sueca, ha anat augmentant el seu nivell. Gràcies a això, ha pogut protagonitzar algunes gestes, com la victòria per 1-0 davant Àustria a Landskrona (Suècia),. el 12 de setembre del 1990, en el transcurs de la classificació per disputar l'Eurocopa 1992, o l'empat davant Escòcia jugant com a visitants, aquest cop durant la classificació per a l'Eurocopa 2004. L'11 d'octubre del 2008, l'equip de les illes Fèroe va empatar 1-1 contra Àustria a Tórshavn, en partit de classificació per al mundial del 2010.